# آلکساندر آباریان
آلکساندر آواگی آباریان (ارمنی: Ալեքսանդր Ավագի Աբարյան؛ زاده ۱۶ دسامبر ۱۸۹۷ - درگذشته ۲۵ ژانویهٔ ۱۹۶۷) نمایشنامه‌نویس، کارگردان، بازیگر اهل ارمنستان بود.

## زندگی‌نامه
وی در ۱۶ دسامبر ۱۸۹۷ در دربند به دنیا آمد . وی همچنین برنده جوایزی همچون نشان برجسته افتخار چهره هنری شایسته ارمنستان شوروی و چهره هنری شایسته گرجستان شوروی شد. وی در ۲۵ ژانویهٔ ۱۹۶۷ در سن ۶۹ سالگی در لنیناکان درگذشت.